# Robrecht Vanden Thoren
Robrecht Vanden Thoren (1 maart 1982) is een Vlaams acteur.
Hij studeerde in 2005 af aan de Fontys Academie voor Drama in Tilburg en behaalde het diploma docent drama en theatermaker.
In het theater stond hij op de planken in meerdere producties van Piet Arfeuille in Nederland, van het theatergezelschap Compagnie Cecilia (waaronder Altijd prijs) en van HETPALEIS. Vanaf 2013 tot 2014 speelde hij een rol in het toneelstuk 'Qui a peur de Regina Louf?' van het theatergezelschap het KIP. Hij speelt vaak bij Compagnie Cecilia (Gent). 
Hij had een hoofdrol in De laatste zomer van Joost Wynant, zowel de kortfilm van 2005 als de langspeelfilm uit 2007 en had een kleine rol in Aanrijding in Moscou (2008). Hij acteerde in films van Geoffrey Enthoven, een bijrol in Meisjes (2009) en een hoofdrol in Hasta la vista (2011). In 2012 speelde hij in de debuutfilm van Peter Monsaert, Offline. In 2015 speelde hij mee een van de hoofdrollen in Tom & Harry. In 2017 vertolkte hij de rol van Boris Verhulst in de film Verborgen Verlangen. In 2021 had hij een belangrijke bijrol in de film Adam & Eva.
Hij is een van de acteurs van het sketchprogramma Wat als? en vertolkte reeds gastrollen in Flikken, Spoed, Witse, Click-ID, Thuis, Anneliezen, Aspe, Code 37 en Vermist, en enkele rollen in Tegen de Sterren op. Hij speelt Dina Van Daele in Magazinski.
Ook speelde hij de buurjongen van Conchita bij de sintkrant.
Hij is een van de hoofdrollen in de VTM-serie Niets Te Melden.
- Biblioteca Nacional de España: XX5341183
- Bibliothèque nationale de France: cb171246699 (data)
- Gemeinsame Normdatei: 1028514573
- International Standard Name Identifier: 0000 0003 8808 3367
- Nederlandse Thesaurus van Auteursnamen: 340311827
- Système universitaire de documentation: 170120651
- Virtual International Authority File: 281211476
- WorldCat: E39PBJyWVfvkgVDgKkwBGYqbBP